# Adyen-brug
De Adyen-brug is een artistiek en bouwkundig kunstwerk in Amsterdam-Centrum. Het wordt omschreven als "canal skybridge".

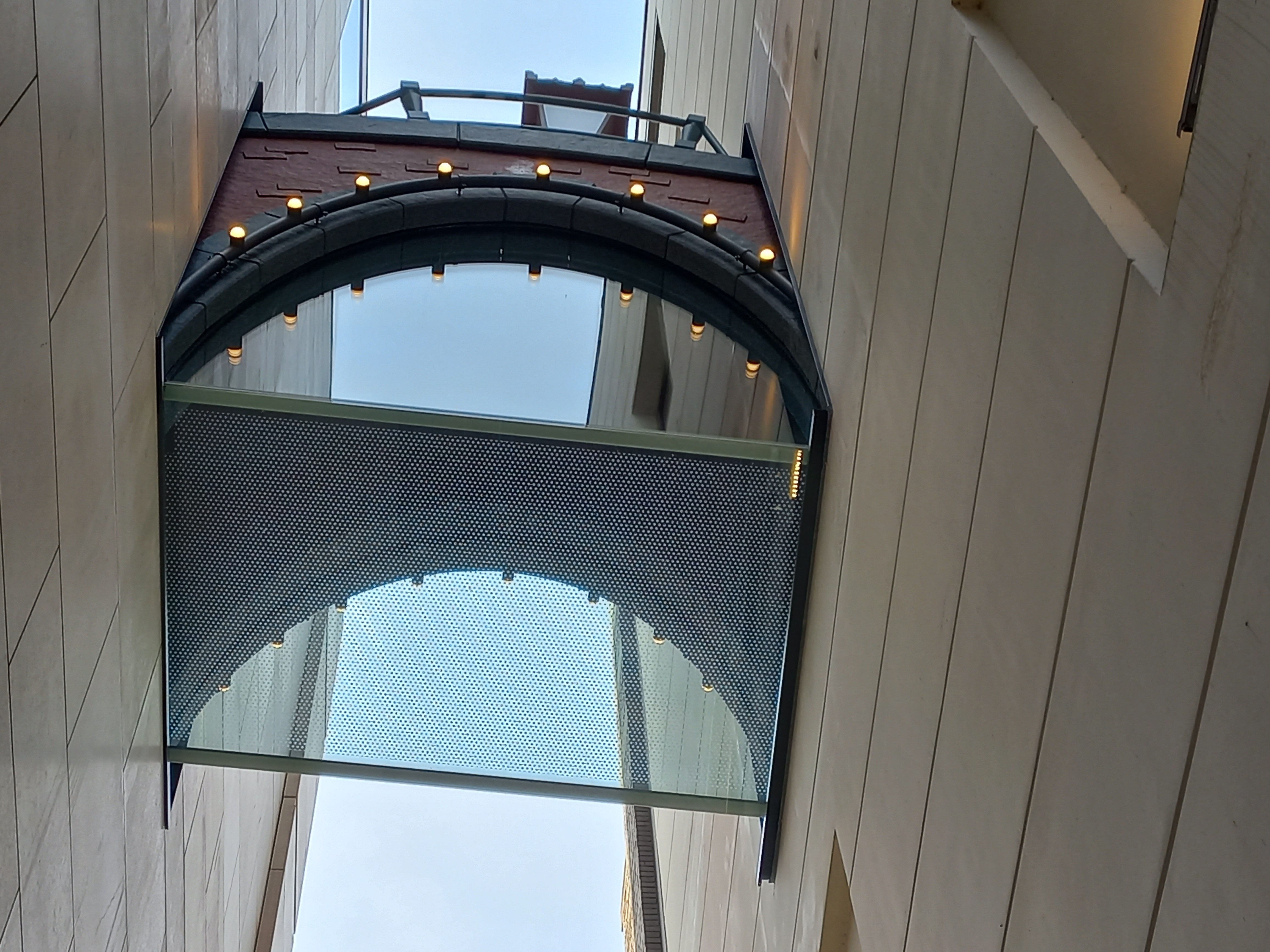
Close-up (januari 2024)

De firma Adyen heeft aan het Rokin twee gebouwen in gebruik, gescheiden door de Nieuwe Sint Pieterspoort. Ze schreef een soort wedstrijd uit om een verbinding tussen beide panden te maken. Street Art Frankey kwam met een bijzondere voetgangersbrug annex luchtbrug tussen de twee gebouwen. Frankey is in Amsterdam bekend vanwege kleine kunstzinnige ingrepen in de stad, maar heeft ook enkele grotere objecten op zijn naam staan, zoals Eberhard van der Laan zittend boven de toegang van Paradiso en de Autoprikker. Het bruggetje is overigens zelf geen brug, maar heeft wel de vorm van een welfbrug, veelvuldig voorkomend in de Amsterdamse grachtengordel. Die welfbrug is hier een dak boven een glazen loopbrug die ongeveer tien meter boven het maaiveld hangt. Frankey gaf het het uiterlijk mee van een enigszins scheve brug uit de binnenstad van Amsterdam; ook de lantaarn op de brug staat uit het lood. Ook de 19e eeuwse brugleuningen zijn terug te vinden, alleen dienen hier niet tot leuning. Frankey werkte samen met Boltt/Rijnboutt en ipv Delft (constructief ontwerp). Ipv meldde nog dat het bruggetje in twee dimensies scheef ligt. De geplande toegangen van de gebouw liggen alleen verticaal niet recht tegenover elkaar, maar ook horizontaal. 
Met deze vorm is het naast brug 482 de tweede dubbeldeks brug in Amsterdam, daarvan zijn echter beide etages in gebruik. Het bruggetje werd 14 december 2023 geopend.
Frankey en Jan Pieter Ekker stelden dat de brug is opgetrokken uit een staalskelet omhuld door acrylhars, de vorm is gegoten in de 3D geprinte mal. Verdere gebruikte materialen zijn glas en aluminium. Frankey gaf aan dat dit soort scheve bruggen eigenlijk alleen in comics kunnen en wilde dat de kijker verbaasd was en toch tweemaal moest kijken. 